# Mark Hilton (cầu thủ bóng đá Anh)
Mark Gerard Hilton (sinh ngày 15 tháng 1 năm 1960, ở Middleton, Greater Manchester) là một cựu cầu thủ bóng đá người Anh thi đấu ở Football League ở vị trí tiền vệ.
Sau khi giải nghệ, Hilton là huấn luyện viên của Mossley từ tháng 12 năm 1989 đến tháng 10 năm 1990.